# 富士通Japan
富士通Japan株式会社（ふじつうジャパン、Fujitsu Japan Limited）は、川崎市幸区に本社を置く富士通グループの通信情報会社、システムインテグレーター（メーカー系）である。

## 主力製品・事業
- 情報ネットワークサービス
- 保守サービス
- コンストラクションサービス

## 沿革
- 1947年4月 - 石井通信工業株式会社を設立。
- 1968年9月 - 富士通の完全子会社化。
- 1972年8月 - 商号を富士通興業株式会社に変更。
- 1985年4月 - 商号を株式会社富士通ビジネスシステム (FJB) に変更。
- 1987年2月 - 東京証券取引所2部上場。
- 1987年12月 - 東海電設工業株式会社と合併
- 1999年9月 - 東京証券取引所1部指定。
- 2003年10月 - 東京証券取引所の所属業種が情報・通信業に変更。
- 2009年8月 - 富士通との間で株式交換を行い、再び同社の完全子会社となる（それに伴い7月で上場廃止）。
- 2010年10月 - 商号を株式会社富士通マーケティング (FJM) に変更。
- 2014年10月 - 本社を東京都港区の品川インターシティC棟に移転。
- 2019年3月 - コンテンツ・プランナー株式会社を吸収合併。
- 2020年10月 - 富士通エフ・アイ・ピーを吸収合併。同時に商号を富士通Japan株式会社へ変更[1]。
- 2021年4月 - 富士通新潟システムズ、富士通ワイエフシー、富士通山口情報、富士通エフ・オー・エムを吸収合併[2]。
- 2024年4月 - 本社を川崎市幸区のJR川崎タワーに移転。

## 主要関係会社

### 国内グループ企業
- 富士通Japanソリューションズ東京株式会社
- 富士通Japanソリューションズ九州株式会社

### 関係会社
- 株式会社エフコムホールディングス

## 不祥事

### MICJETマイナンバーカード利用公的証明書コンビニ交付サービス[3]、別人書類誤交付
コンビニ交付サービスについて、地方公共団体情報システム機構によると、2022年度は2100万通の利用があり、2023年度は3000万通を見込んでいるとの事である。2023年5月7日時点でカードの申請件数は約9671万件である。交付が集中する時期・時間、また、人によって交付回数はまちまち、自ずとシステム負荷もそうであろうが、単純に言って、2023年度においては、全取得者の約3分の1が年に1回交付を行う、という状況である。

#### 神奈川県横浜市
（発生日及び公表日）2023年3月27日
住民票、住民票記載事項証明書、印鑑登録証明書の発行申請をしたところ、それぞれ別人のそれが誤交付された。
午前11時34分～43分頃発生、同日午後2時、同市は同サービスの緊急停止。同月29日午前6時30分、プログラム修正等行った上で通常サービスを再開した。
2023年3月29日の報道によると、同社広報は高負荷により「プログラム的な瑕疵が表面化した」とし、高負荷時に別人の住民票が発行される事に対する詳細については「回答を控える」という対応であった。翌30日の報道では、本来申請者しか印刷できないようロックされる印刷イメージファイルがアクセス集中で処理が遅れた際にタイムアウトとなって解除されてしまい、さらに別の利用者がそのファイルをつかめてしまう状態にあった為この事態になったとあり、大まかながらプログラムの瑕疵部分を説明している。
発生当日、同市より合計5件・11人分の住民票の写しの誤交付が確認されたと発表があったが、2023年4月7日、住民票の写し（マイナンバー記載）1件・1人分に加え、住民票記載事項証明書2件・4人分、印鑑登録証明書2件・2人分が追加発表され、誤交付確認されたのは合計10件・18人分となった。
2023年3月30日（2023年4月7日 更新有）、同社公式発表。以下、原因説明部抜粋。
「コンビニエンスストアで証明書交付申請をされる方が増加し、取引負荷が高まったため、印刷処理における遅延が発生いたしました。この遅延に起因し、システム上設定されていたタイムアウトの上限を超える状態となり強制的な印刷処理の解除が生じ、次の印刷イメージファイルを誤って取得したため、申請された方とは異なる住民の方の証明書が発行されました。」

#### 東京都足立区
（公表日）2023年5月1日（発生日）同年3月22日、4月18日
住民票、印鑑登録証明書の発行申請をしたところ、それぞれ別人のそれが誤交付された。
2023年3月27日に横浜市で起きた事態を受け同社が調査。同年3月22日、別人の住民票の写し1件3人分、4月18日、同印鑑登録証明書1件1人分を誤発行した事が発覚。報道によれば、横浜市の誤交付の原因とは別のバグで、コンビニ交付の印刷処理が2件以上同時に実行された為、起きたとの事である。
2023年5月1日、同社公式発表。以下、原因説明部抜粋。
「「コンビニ交付システム」と自治体様の窓口で使用されている「住民記録システム」は、それぞれのシステムで住民票データを保持しています。住民記録システムの住民記録データベースに登録された異動情報を随時、コンビニ交付システムの住民票データへ反映する処理（随時連携処理）を行っています。
今回、随時連携処理と2件以上のコンビニ交付の印刷処理が同時に実行された際に不具合があり、コンビニ交付システムで設定される印刷処理の処理待ちを誤って解除してしまい、本来の印刷イメージファイルを上書きしてしまうことで、申請者とは異なる住民の証明書が発行されました。」 

#### 神奈川県川崎市
（発生日及び公表日）2023年5月2日
戸籍証明書を取得しようとしたところ、別人のそれが誤交付された。
午前7時半過ぎ、同市宮前区で発生。同市は同日午後1時30分頃、システムを停止。翌3日午前6時30分より、今回誤交付された戸籍関係を除く住民票、印鑑証明、非課税証明関係のコンビニ交付を再開。同月9日午前7時30分より、戸籍関係含め、すべての同サービスを再開。
2023年5月9日夜、同社公式発表。以下、原因・対応説明部抜粋。
「本事象の原因は、2か所のコンビニで、2名の住民の方が同一タイミング（時間間隔1秒以内）で証明書の交付申請を行った際に、後続の処理が先行する処理を上書きしてしまうことによるものです。本事象の原因となった当該プログラムの不具合は、既に修正および入れ替えを完了しております。なお、当該プログラムは川崎市様以外では使用されておりません。」

#### デジタル庁による同サービス一時停止・再点検要請
（公表日）2023年5月9日
2023年3月27日、横浜市のトラブル時点の政府の姿勢は、例として、河野太郎デジタル大臣「個人情報の漏洩にあたる事案だ。大変重要な問題であり遺憾に思っている」と前置きしたうえで、「マイナンバーカードの信頼性に影響するものではない」といったものであったが、以後も続く不祥事を受け、2023年5月9日、同社に対し、約200の自治体が採用している同サービスの一時停止と再点検を要請した。
2023年5月9日夜、同社公式発表。以下、対応説明部抜粋。
「対応に際しましてシステム運用の一時停止を含め点検に対するご協力を各自治体様にお願いさせて頂くため、自治体様ならびに多くの皆様にご迷惑ご不便をおかけいたしますことを重ねてお詫び申し上げます。 」

#### 徳島県徳島市
（公表日）2023年5月11日（発生日）2023年3月27日
住民票の発行申請をした人に対し、同時間に戸籍証明書を申請した人の戸籍証明書が誤交付された。
徳島市役所は、同市に新たに設置された証明書の発行端末が原因で、コンビニの交付システムが不具合を引き起こしたと発表した。当該発行端末を撤去し、システム管理者である同社によるメンテナンスも完了したと発表したが、各地で公的証明書の誤発行が相次いだ事、政府からの要請もあり、点検の為にまた一時停止する予定である。
2023年5月15日、同社公式発表。以下、原因・対応説明部抜粋。
「本事象の原因は、コンビニエンスストアでの証明書交付サービスと当該端末を連携させるための設定に誤りがあったものでありますが、既に当該端末との連携を停止し、コンビニでの証明書交付サービスが正常に動作することを確認しております。 」

#### 新潟市、熊本市、さいたま市
新潟市（発生日及び公表日）2023年5月12日
さいたま市（公表日）2023年5月16日（発生日）2021年10月8日、2022年3月25日、同年10月14日
熊本市（公表日）2023年5月16日（発生時期）2020年12月～2023年3月
印鑑登録証明書の発行申請したところ、廃印処理済の印鑑登録証明書が誤交付された。
総務省は2023年5月16日の衆議院総務委員会において、2020年12月以降、既に廃印処理済の印鑑登録証明書を発行してしまう不具合が全国合計11件発生した事を確認したと公表した。新潟市3件、熊本市5件、さいたま市3件（「A氏に対し令和3年10月8日と令和4年3月25日に計2件、B氏に対し令和4年10月14日に1件」）との事である。この誤発行に関して、非常に稀なケースであるとはいえ、さいたま市、熊本市に関しては数年前から長期にわたり起きていた事になる。
2023年5月12日、新潟市が市民の通報により問題発生を認識、同日午後1時頃にコンビニ交付サービスの提供を停止した。同市が同社に調査依頼、同社より、この問題は特定の印鑑登録証明書発行時のみに起きるとの報告を受け、同日午後7時、同交付サービスの印鑑登録の発行のみ停止し、他は再開した。同16日、新潟市は午前6時30分から全てのサービスを再開した。
全国の同社担当自治体のシステムログを確認したところ、他の2市（熊本市・さいたま市）に同様の問題があった事が確認された。
熊本市は、同社より上記問題報告を受け、13日午後7時45分印鑑登録証明書発行のみ停止、16日午前6時30分再開。
さいたま市の停止・再開は有無含め不明。同5月14日、コンビニ交付システムのデータ修正を行ったとの事。また、同市によると「住民記録システムとコンビニ交付システムのデータ連携の不具合」で、「印鑑登録をした市民が区間異動（区をまたぐ住民票の異動）を行い、印鑑登録を削除したのちに、元の区に区間異動を行った場合に限って」発生するとの事である。
今回の問題は、同社、住民記録システム「MICJET住民記録システム」及びコンビニ交付システム「MICJETコンビニ交付」のデータ連携のプログラムに問題（バグ）がある様である。
2023年5月15日付、同社公式発表。以下、原因・経過・対応説明部抜粋。
「本事象につきましては、当該製品と当該サービスをご利用いただいている政令指定都市の自治体様において、特定の条件が重なることにより発生するものです。」
特定の条件に関して、「当該製品から当該サービスへの連携プログラムの不具合により、以下の条件を満たす場合に事象が発生します。①政令指定都市の自治体様において、当該製品と当該サービスが使用されている場合。②住民の方がA区で印鑑登録をした状態でB区へ転出し、B区で印鑑登録廃止申請を行う。その後、A区へ再転入している場合。」
「 5月12日（金）、住民の方から「抹消したはずの印鑑登録証明書が発行できた」旨の連絡が当該自治体様にあり、当社へ原因の調査依頼がありました。当該自治体様は13時頃にコンビニ交付サービスの提供を停止されました。その後、当社は、原因を特定し本事象に関しては印鑑登録証明書以外で発生する可能性はない旨をご報告いたしました。 」
「 5月13日（土）～15日（月）、当該自治体様においてシステムログに基づき、影響を受けた可能性のある他の住民の方の調査を実施し、同様の事象2件が発生していることを報告しました。また、他の自治体様への影響調査を行ったところ、一部の政令指定都市の自治体様でも同様の事象が発生する可能性があったため、個別に該当の自治体様へご連絡しました。 」
「自治体様の要請に基づき安全性を確保するため、個別にデータ修正を行います。5月18日（木）までに当該製品のプログラムを改修します。」

#### 同社による同サービス一時停止・再点検
（公表日）2023年5月23日?
2023年5月23日の報道によれば、同社はシステム点検の為、最長で6月4日までシステムを停止すると発表したとの事である。なお、同社広報のおしらせに記述は見られない事から、この件に関する発表、特に書面は同日時点、公・マスコミのみへの配布と思われる。

#### 個人情報保護委員会からの指導
2023年9月20日、個人情報保護委員会は富士通Japanに対し、個人情報保護法に基づく指導を行った。